# マジックパレス
『マジックパレス』は、フジテレビ系列で2022年12月10日に「土曜プレミアム」枠で生放送されたバラエティ番組。土曜プレミアムは通常21時開始だが、この日は19時よりアニメ『鬼滅の刃』の映画・劇場版 無限列車編をノーカット放送した影響で、21時30分より放送開始となった。

## 概要
番組の後半では目玉の超大型イリュージョン、パトリック・クンによる『人体フジテレビ社屋貫通マジック』が繰り広げられ、フジテレビの社員用ロッカーや壁のポスターの中から手や顔が飛び出したあと消えた様子が、中継先のフジテレビアナウンサーによって伝えられた。そしてその際に、タブレットの中の広告に写っているコートを盗むなどのパフォーマンスも披露。最終的に、見事成功した。
フジテレビが本格的な大型マジック特別番組を生放送するのは、2014年7月29日に放送された『マジック新世紀セロ 生放送SP』以来8年5ヶ月弱ぶりとなった。

## 出演者

### 司会
- 劇団ひとり
- 松本若菜

### ゲスト
- 長谷川忍（シソンヌ）
- 中尾明慶
- ゆうちゃみ

### マジシャン
- パトリック・クン（ タイ）
- トニー（ フランス）
- SORA（ 日本）
- ENTER（ 日本）
- SHUN（ 日本）

### 中継アナウンサー
全てフジテレビのアナウンサー。
- 渡辺和洋
- 上中勇樹
- 小室瑛莉子
- 岸本理沙

## スタッフ
- 構成：堀雅人、田中淳也、ヒロエトオル、上杉ななこ
- ナレーター：日野聡、山中まどか
- 通訳：町山見嶺 ほか
- 吹き替え：藤原勝也
- CG：松下剛士、ODDJOB
- 技術協力：共同テレビジョン、スウィッシュ・ジャパン、GLinkStudio、タイトルアート
- 美術協力：フジアール
- 写真提供：アフロ
- 取材協力：浅草九重、小山商店、Mocha 原宿店
- ディレクター：松本博樹、伊藤史、山崎智史、藤光佳考 ほか
- 総合演出：岡宗秀吾
- プロデューサー：武田桜子、斎藤真希 ほか
- チーフプロデューサー：成田一樹、石川剛
- 制作協力：NEXTEP
- 制作著作：フジテレビ